# Smittia hoegeni
Smittia hoegeni är en tvåvingeart som först beskrevs av Jean-Jacques Kieffer 1918.  Smittia hoegeni ingår i släktet Smittia och familjen fjädermyggor.
Artens utbredningsområde är Tunisien. Inga underarter finns listade i Catalogue of Life.